# Aidan Higgins
Pour les articles homonymes, voir Higgins.
Aidan Higgins est un écrivain irlandais, né à Celbridge, dans le comté de Kildare, le 3 mars 1927 et mort à Kinsale, dans le comté de Cork, le 27 décembre 2015.
L’œuvre de Higgins comprend des nouvelles, des récits de voyage, des pièces radiophoniques et des romans. Parmi ses œuvres les plus connues figurent les romans Langrishe, Go Down (1966, ''Naufrage''), pour lequel il reçut le James Tait Black Memorial Prize en 1967, et Balcony of Europe (1972), ainsi que le texte autobiographique Dog Days (1998).
Rattaché au courant littéraire moderniste, Higgins pratiqua une forme d'écriture caractérisée par l'emploi du courant de conscience et une préférence marquée pour des lieux se situant loin de son Irlande natale. La plupart de ses premiers écrits furent d'inspiration autobiographique, comme l'auteur lui-même le reconnut en les comparant aux traces de bave laissées par une limace.